# بيكا دي كورباسيري
بيكا دي كورباسيري (بالإنجليزية: Becca de Corbassière)‏ هو أحد جبال سلسلة جبال الألب بينيني وجزء من القمة الأم يقع في كانتون فاليز، سويسرا. يبلغ ارتفاع الجبل حوالي 2749 متر، بينما يبلغ ارتفاع نتوء الجبل 83 متر.